# Alucitoidea
Super-famille
Les Alucitoidea sont une super-famille de lépidoptères (papillons).
Elle regroupe les deux familles suivantes :
- Tineodidae Meyrick, 1885
- Alucitidae Leach, 1815

De récentes études de phylogénétique moléculaire ont cependant conduit à proposer de synonymiser Tineodidae avec Alucitidae.